# Список стеклянной лабораторной посуды и стеклянного лабораторного оборудования

В список входит стеклянная лабораторная посуда, а также простейшие аппараты и приборы в виде стеклянной посуды.

## А
- Аллонж — конструктивный элемент химических приборов, применяется для соединения их стеклянных частей.

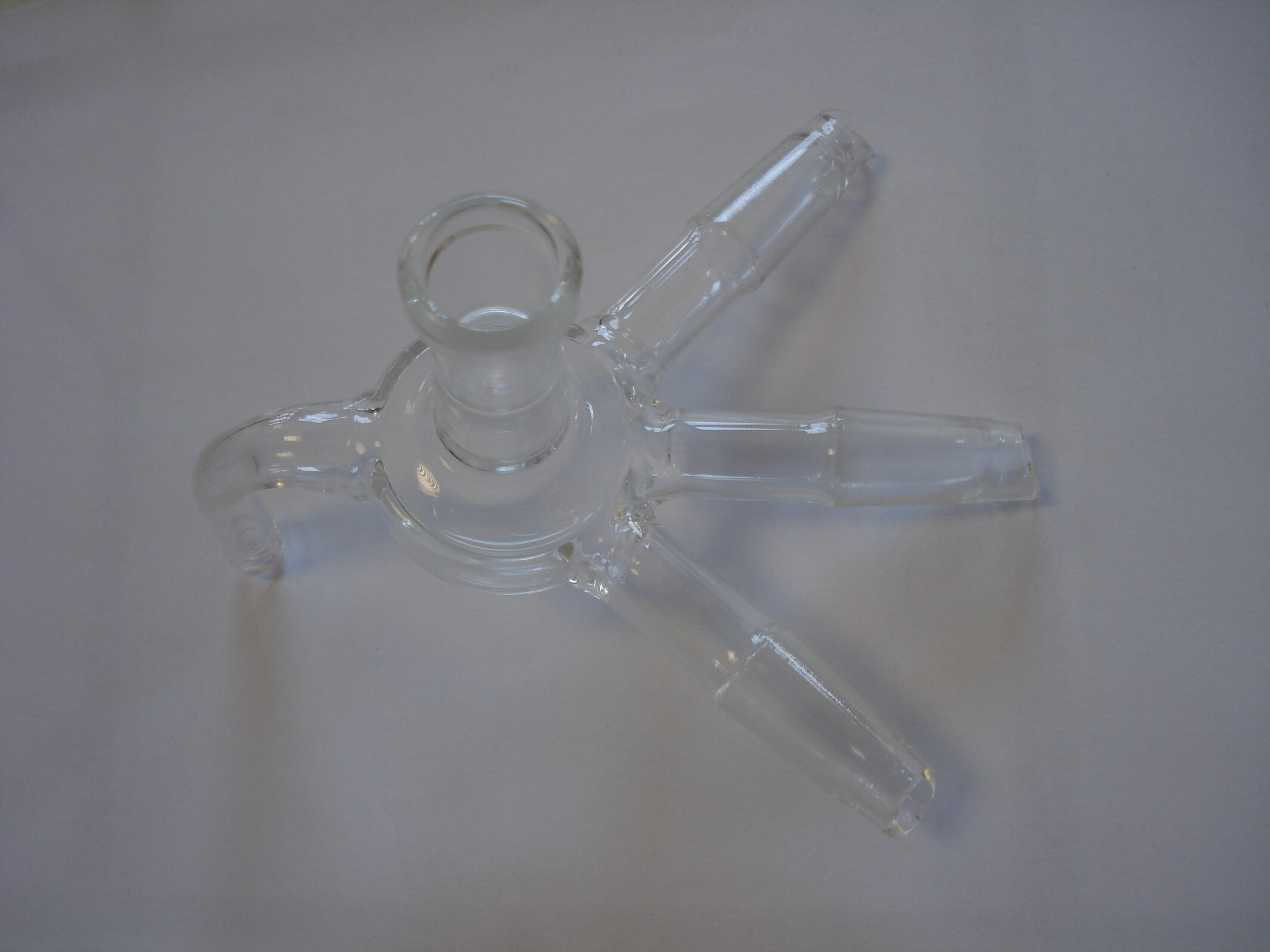
Аллонж Бернауэра

  - Аллонж Бернауэра Аллонж Бернауэра — разновидность аллонжа «паук», с поворотом вокруг горизонтальной или наклонной оси.

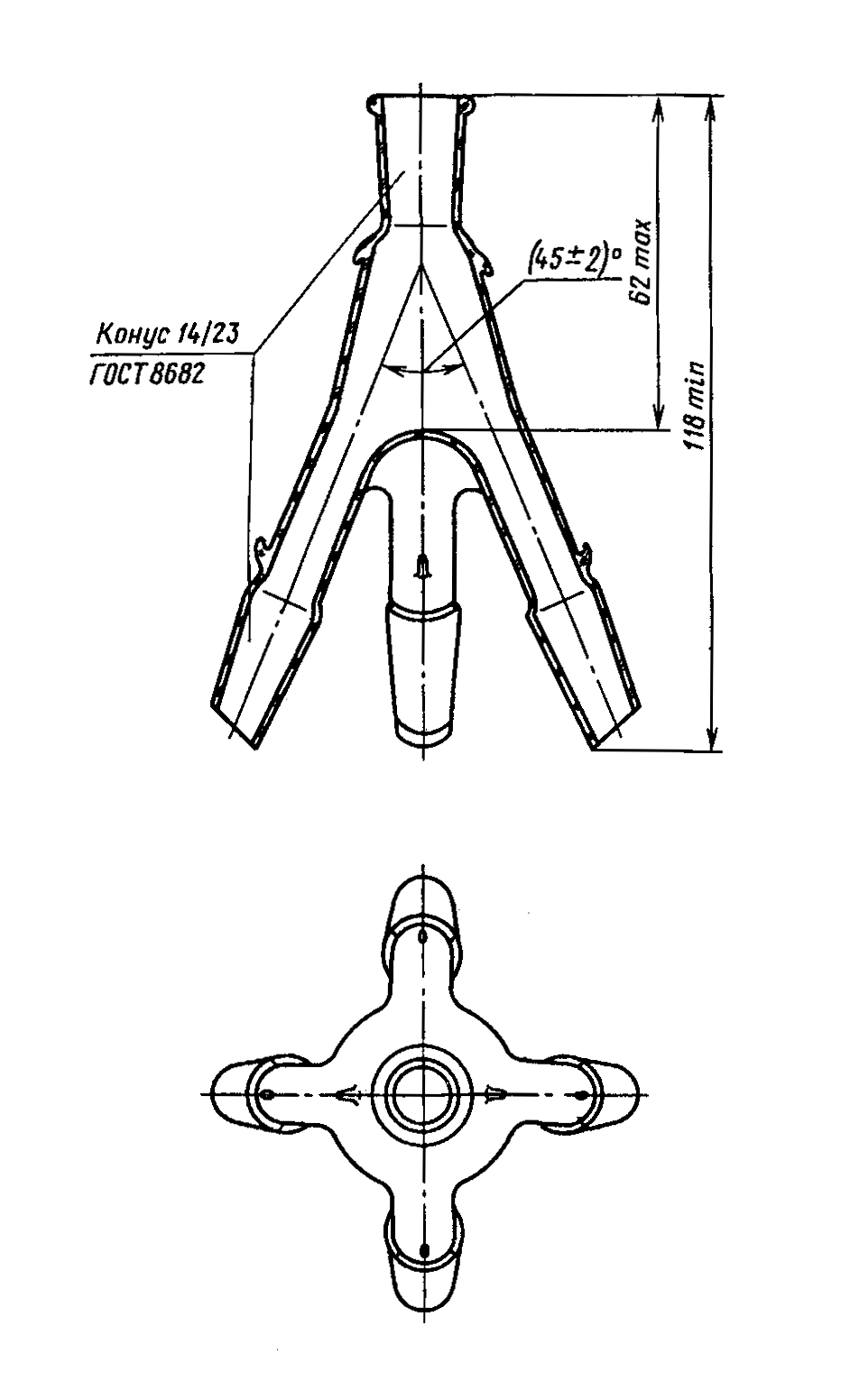
Аллонж Бредта

  - Аллонж Бредта Аллонж Бредта — аллонж «паук» с одной верхней муфтой и четырьмя нижними, с поворотом вокруг вертикальной оси.
  - Аллонж прямой, прямой с отводом, изогнутый, изогнутый с отводом — аллонжи простых конструкций.
  - Аллонж «паук» (аллонж типа «паук») — аллонж со многими муфтами (аллонж Бредта, Бернауэра и др.). Основное назначение — разделение фракций при перегонке. Поворачивая аллонж на одном шлифе, можно направлять различные фракции в различные муфты. Часто снабжается отводной трубкой для создания пониженного давления в аппарате.
- Ампула — герметически сделанный стеклянный сосуд, предназначенный для хранения лекарственных препаратов, стандарт-титров и др.
- Аппарат (химический). В названии простых химических аппаратов слово «аппа8ат» используется наряду со словом «прибор» как частичный синоним. См. ниже «прибор».
  - Аппарат Дина-Старка (дистиллятор Дина-Старка) — аппарат для определения количества воды в нефтепродуктах. Аппарат Дина-Старка

Аппарат Дина-Старка

  - Аппарат Дитто — аппарат для определения серы в колчедане и газах.
  - Аппарат Закса (прибор Закса, прибор для определения водонасыщенности с ловушкой)
  - Аппарат Зангер-Блэка — аппарат для определения мышьяка методом Зангер-Блэка путём восстановления соединений мышьяка до мышьяковистого водорода.
  - Аппарат Итерсона — Клюйвера[1] — аппарат для определения сахаров брожением, Ц-образная трубка с краном и вентилем.
  - Аппарат Киппа (газогенератор Киппа) — аппарат для получения газа, с образованием газа при контакте жидкости и твёрдого вещества.
  - Аппарат Кьельдаля — аппарат для определения азота в органических соединениях.
  - Аппарат Лунге — Мейера — аппарат для определения серы в колчедане и газах.
  - Аппарат Сент-Клер Девилля — прибор для получения газов, две склянки, соединённые трубкой.
  - Аппарат Сокслета (экстрактор Сокслета) — аппарат с холодильником, применяется для экстракции. Аппарат Сокслета

Аппарат Сокслета

  - Аппарат Шанселя — аппарат для определения удельного веса газов
  - Аппарат Энглера — простейший аппарат для перегонки, основными частями которого являются колба Энглера и холодильник. Применяется, в частности, с целью определения фракционного состава нефтепродуктов.

## Б
- Банка
- Бутирометр (лактобутирометр, жиромер) — прибор для определения содержания жира в молоке.
  - Бутирометр Маршана — запаянная стеклянная трубка с делениями.
- Бутыль
  - Бутыль Вульфа (склянка-аспиратор, склянка с тубусом) — бутыль для хранения жидких реактивов. Для отбора жидкости снабжена тубусом (трубкой) либо дополнительной горловиной.
- Бюкс — весовой стаканчик.
  - Бюкс Качинского — бюкс для исследования образцов почвы, применяется вместе с буриком Качинского.
- Бюретка — тонкая градуированная стеклянная трубка, открытая на одном конце и снабжённая запорным краном на другом.
  - Бюретка газовая — бюретка более сложной конструкции для проведения газовых анализов.
  - См. микробюретка

## В
- Водоструйный насос (стеклянный) Стеклянный водоструйный насос
- Воронка (лабораторная)

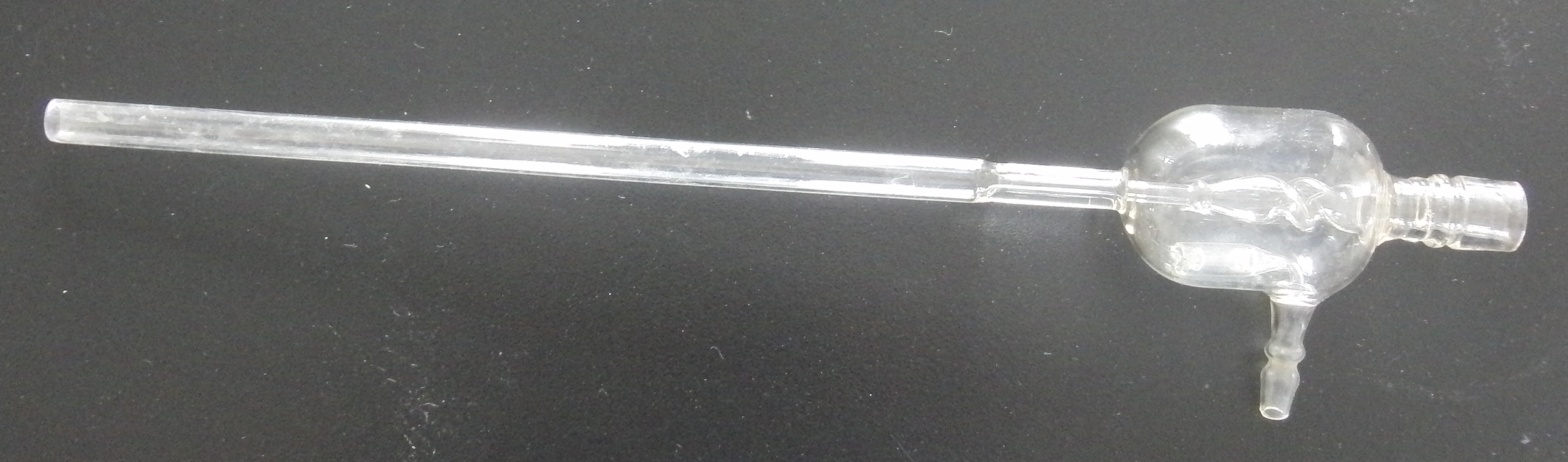
Стеклянный водоструйный насос

- Воронка Бюхнера (воронка Бухнера) — воронка с решётчатой перегородкой, применяется для фильтрования жидкостей через фильтровальную бумагу при помощи пониженного давления. Изготавливается из фаянса, фарфора, иногда из стекла.
- Воронка делительная (грушевидная, круглая, цилиндрическая, шарообразная) — сосуд с прямой трубкой на дне, направленной вниз и снабжённой вентилем. Предназначена для дозированного введения реактивов или для разделения несмешивающихся жидкостей.
- Воронка капельная — разновидность делительной воронки, применяется для введения веществ на дно сосуда малыми дозами.
- Воронка фильтровальная (воронка фильтрующая) — воронка со встроенным фильтром или перегородкой для установки фильтра.
- Воронка Шотта — фильтровальная воронка с фильтром Шотта — фильтром из спечённой стеклянной крошки. Иногда фильтром Шотта называют воронку Шотта.

## Г
- Гидрозатвор

## Д
- Дефлегматор — приспособление для конденсации паров жидкостей при перегонке или ректификации.
  - Дефлегматор Видмера
  - Дефлегматор Вюрца
  - Дефлегматор Гемпеля
  - Дефлегматор Дафтона
  - Дефлегматор ёлочный
  - Дефлегматор Кальбаума
  - Дефлегматор Линнеманна — простейший дефлегматор, трубка с одним или двумя шаровыми расширениями, от которой отходит отводная трубка.
  - Дефлегматор с вращающейся лентой
  - Дефлегматор с насадкой
  - Дефлегматор шариковый
- Диализатор Брунера
- Дождемер Давитая — особый мерный цилиндр для измерения количества осадков.
- Дозатор

## К
- Кали-аппарат — аппарат для определения диоксида углерода с помощью поглощения CO2 раствором едкого кали.
  - Кали-аппарат Винклера
  - Кали-аппарат Гейслера
  - Кали-аппарат Либиха
- Капельница Страйшена (капельница с пипеткой Страйшена)
- Капельница Шустера (капельница с клювиком Шустера)
- Капилляр Панченкова
- Капилляр стеклянный - используется для закрытия горла колбы и препятствования излишнего парообразования
- Каплеуловитель
- Керн
- Колба
  - Колба двухгорлая (трёхгорлая, четырёхгорлая и более)
  - Колба Алифанова
  - Колба Аншютца — вариант колбы Вюрца, круглая колба с саблевидной отводной трубкой. Применяется при перегонке быстро затвердевающих веществ.
  - Колба Арбузова — перегонная колба, усовершенствованная колба Кляйзена с шарообразным утолщением боковой горловины и добавочной трубкой. Утолщение играет роль дефлегматора и вместе с трубкой обеспечивает возврат жидкости при внезапном вскипании.
  - Колба Богданова — стандартная круглодонная колба с длинным горлом с П-образным коленом и с отводной трубкой выше колена. Применяется при анализе нефтепродуктов для их перегонки под вакуумом. Требует точности в изготовлении, поэтому может делаться из металла.
  - Колба Бунзена
  - Колба Вальтера (колба широкогорлая круглодонная) — круглодонная колба с низким и широким горлом для введения различных приспособлений через резиновую пробку или без неё.
  - Колба Вигре (колба Кляйзена с колонкой Вигре) — колба для перегонки, представляет собой колбу Кляйзена с удлинённой боковой горловиной, превращённой в дефлегматор.
  - Колба Виноградского — небольшая коническая колба для кипячения питательных сред.
  - Колба Вюрца (колба с отводом)
  - Колба грушевидная
  - Колба измерительная к вискозиметру Энглера (не путать с колбой Энглера)
  - Колба испарительная
  - Колба йодная
  - Колба Каррела (колба Карреля)
  - Колба Кассия
  - Колба-качалка (колба качалочная) — колба, предназначенная для установки в качалку, для смешивания реактивов Колба Кляйзена

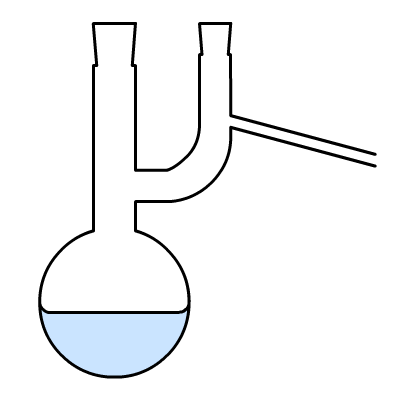
Колба Кляйзена

  - Колба Кляйзена (колба Клайзена) — круглодонная либо остродонная колба с боковой горловиной, от которой отходит дополнительная трубка. Предназначена для дистилляционной перегонки органических соединений и синтеза химических веществ.
  - Колба Кляйзена с холодильником — колба Кляйзена с холодильником вместо отводной трубки.
  - Колба Клюйвера
  - Колба Келлера — круглодонная колба с низким и широким горлом для введения различных приспособлений через резиновую пробку или без неё, а также с двумя отводными трубками по бокам.
  - Колба Колле — плоская колба с перехватом горлышка, для работы с биологическими культурами.
  - Колба Кольрауша — плоскодонная колба с расширением верхней части горла в виде цилиндрического стакана. Применяется в основном для спиртовой экстракции сахара по Шейблеру, расширение позволяет избежать выброса пены.
  - Колба Ле Шателье (Колба Ле Шателье — Кандло, волюметр Ле Шателье и Кандло) — прибор для определения истинной плотности порошкообразных веществ. Колба с длинным градуированным горлом с воронкообразным окончанием и шаровидным утолщением в нижней части.
  - Колба коническая (колба эрленмейеровская, колба Эрленмейера) — колба конической формы. Такая форма обеспечивает устойчивость и позволяет легко перемешивать содержимое.
  - Колба круглодонная — какая-либо колба со сферическим дном. Лучше выдерживает пониженное давление внутри, чем конические и круглодонные колбы.
  - Колба Кьельдаля[нем.] — грушевидная колба с длинным горлом, предназначенная для применения в аппарате Кьельдаля
  - Колба остродонная
  - Колба пастеровская (колба Пастера; использовалась в опытах Пастера)
  - Колба плоскодонная — круглая колба с плоским дном
  - Колба Рейшауэра Колба Рейшауэра

Колба Рейшауэра

  - Колба Роукса — колба в виде фляги (плоской бутылки), используется для микробиологических культур.
  - Колба саблевидная — вариант колбы Кляйзена с толстой и длинной саблевидной отводной трубкой. Применяется для перегонки веществ, затвердевающих при комнатной температуре.
  - Колба сдвоенная — две колбы, соединённые стеклянной трубкой.
  - Колба с дефлегматором — круглодонная колба с отходящим от горла дефлегматором.
  - Колба сердцевидная (колба остродонная) — округлая разновидность остродонной колбы
  - Колба с отбойниками — колба со вдавлинами (отбойниками), препятствующими образованию вихря жидкости при качании, для улучшения перемешивания. Колба с отбойниками

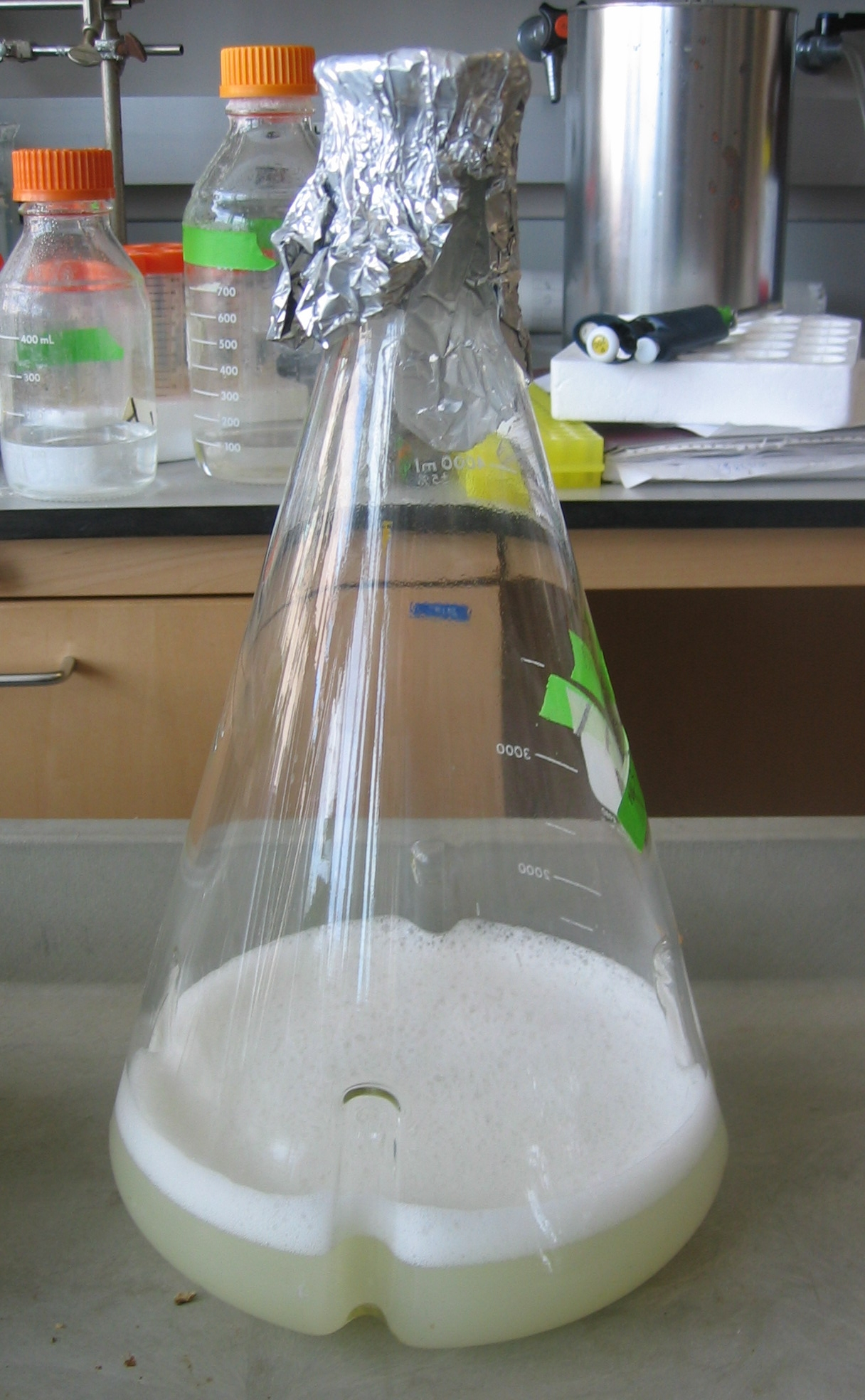
Колба с отбойниками

  - Колба с ретортой — колба с ретортой, установленной вместо притёртой пробки.
  - Колба Фаворского — двухгорлая остродонная либо круглодонная колба для перегонки со встроенным в одно горло ёлочным дефлегматором и с отводной трубкой выше дефлегматора. В некоторых источниках колбой Фаворского считается только круглодонный вариант (исходный), подобную остродонную колбу называют колбой с дефлегматором.Колба Фаворского, по ГОСТ

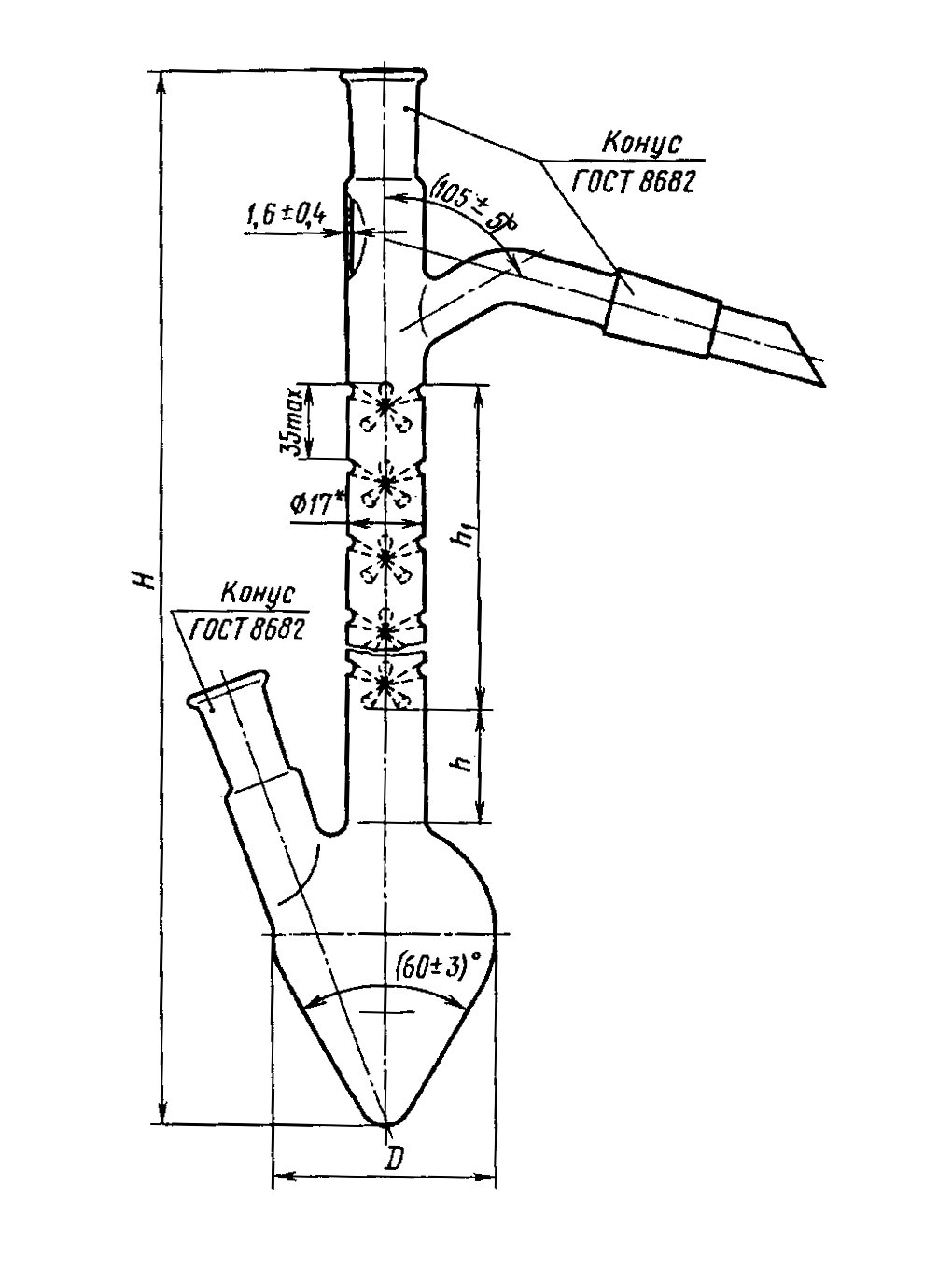
Колба Фаворского, по ГОСТ

  - Колба Фернбаха — низкая и широкая коническая колба для клеточных культур, требующих большой площади поверхности по отношению к объёму жидкости (обычно в результате большой потребности в кислороде).
  - Колба Фрея — коническая колба с придонным выступом. Применяется в объёмном анализе и позволяет точнее определить момент изменения окраски раствора.
  - Колба Флоренса (круглодонная колба) — ошибочно вместо «флорентийская колба»
  - Колба Шленка Колбы Шленка

Колбы Шленка

  - Колба Эрленмейера (колба коническая, колба эрленмейеровская)
  - Колба Энглера — вариант колбы Вюрца, стандартная перегонная колба ёмкостью обычно 100 мл для определения характеристик нефтепродуктов. Применяется в аппарате Энглера.
- Колонка Вигре — разновидность дефлегматора.
- Колонка кадмиевая
- Колонка хроматографическая
- Колпак стеклянный — для предохранения приборов от пыли
- Кольца Лессинга — кольца, аналогичные кольцам Рашига, но с плоской перегородкой вдоль оси кольца.
- Кольца Рашига — керамические, стеклянные, металлические или пластмассовые полые цилиндры для заполнения рабочих объёмов насадочных колонн и аппаратов с целью повышения интенсивности тепло- и массообмена.
- Коррозиметр (стеклянный)
- Кран стеклянный
- Кристаллизатор
- Крышка (стеклянная)
- Кювета (стеклянная)

## Л
- Ложка стеклянная
- Ложка-шпатель (стеклянный)
- Лопаточка глазная
- Лопаточка стеклянная

## М
- Мензурка (цилиндр мерный)
- Мерная пипетка (пипетка Мора, мерная пипетка Мора)
- Мешалка стеклянная
- Микробюретка — бюретка с небольшим объёмом.
  - Микробюретка Банга — наиболее распространённый тип микробюреток.
  - Микробюретка Гибшера
  - Микробюретка Пеллета (бюретка Пеллета, автоматическая (микро)бюретка Пеллета) — микробюретка с автоматической установкой уровня по нулевой отметке.
- Микроколба
- Микропипетка

## Н
- Насадка Вюрца — элемент конструкции для дистилляционной перегонки жидкостей (в том числе под вакуумом) и синтеза химических веществ. Установка насадки на круглодонную колбу даёт эквивалент колбы Вюрца.
- Насадка Кляйзена (насадка Клайзена) — вариант насадки Вюрца с двумя верхними муфтами. Установка насадки на круглодонную колбу даёт эквивалент колбы Кляйзена.

## О
- Отстойник Лысенко
- Охлаждающий палец

## П
- Палочка стеклянная
- Пикнометр
  - Пикнометр Рейшауэра — см. колба Рейшауэра.
- Пипетка
- Пипетка газовая
- Пипетка Гемпеля
- Пипетка измерительная
- Пипетка Мора (мерная пипетка, мерная пипетка Мора)
- Пипетка пастеровская
- Пипетка Страйшена
- Пистолет Абдергальдена
- Поглотитель — прибор для улавливания веществ, находящихся в воздухе или в газе. Устройство в большинстве случаев аналогично устройству склянки Дрекселя. Разновидности:
  - Поглотитель Зайцева
  - Поглотитель Петри
  - Поглотитель Полежаева
  - Поглотитель Реберга — простейший поглотитель в виде V-образной трубки со сферическим расширением.
  - Поглотитель Рихтера (Рыхтера)
  - Поглотитель с фильтровальной пластиной
  - Поглотитель Яворовского
- Прибор Барра - Ярвуда
- Прибор Баумана — Фрома — прибор для измерения температуры начала кристаллизации. Состоит из сосуда, пробирки, стаканчика и мешалки.
- Прибор Бунте — прибор для анализа хлористого водорода.
- Прибор Гинзберга — прибор для определения содержания эфирного масла в растительном сырьё по методу Гинзберга, путём перегонки с водяным паром.
- Прибор Денниса — усовершенствованный вариант прибора Тиле, с опущенной петлёй.
- Прибор для вакуумной возгонки (прибор для вакуумной сублимации) Прибор для вакуумной возгонки
- Прибор кислородный

Прибор для вакуумной возгонки

- Прибор Клевенджера — прибор для определения содержания эфирного масла в растительном сырьё по методу Клевенджера, путём перегонки с водяным паром.
- Прибор Рихарда-Штана — прибор для определения содержания воздуха в вискозе.
- Прибор Росс-Майлса — прибор для определения пенообразующей способности моющих средств.
- Прибор Тиле — сосуд в виде треугольной петли, предназначен для определения температуры плавления различных веществ. Прибор Тиле

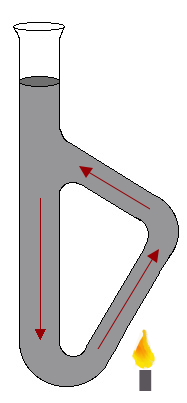
Прибор Тиле

- Приёмник Гинзберга — составная часть прибора Гинзберга, сосуд для сбора эфирных масел из холодильника. Мерный цилиндр с воронкой на одном конце и изогнутым отводом на другом.
- Пробка (стеклянная)
- Пробирка (биологическая, химическая)
- Пробирка двухстенная
- Пробирка-муфта
- Пробирка Оствальда (реакционная пробирка Оствальда, прибор Ландольта)
- Пробирка Верховского — Сазонова
- Пробирка центрифужная — пробирка для установки в центрифугу, для разделения фракций при центрифугировании
- Промывалка — коническая или плоскодонная колба с насадкой, устройство аналогично устройству склянки Дрекселя.
- Промывная склянка Салюцо — Вульфа (склянка Салюцо — Вульфа)
- Промывная склянка Дрекселя (склянка Дрекселя)
- Прибор Ландольта (пробирка Оствальда)
- Приспособление Гюппнера (к пипетке)

## Р
- Реторта

## С
- Сифон Митчерлиха
- Склянка Дрекселя (промывная склянка Дрекселя, склянка с насадкой)
- Склянка кислородная — склянка для забора проб воды для определения количества растворённого в ней кислорода
- Склянка промежуточная
- Склянка Салюцо — Вульфа (промывная склянка Салюцо — Вульфа)
- Склянка Тищенко (промывная склянка Тищенко)
- Склянка флорентийская (флорентина) — аппарат для экстракции эфирных масел с помощью паров воды
- Сосуд Дьюара (стеклянный)
- Спирали Вильсона
- Стакан (стакан лабораторный)
- Стакан мерный
- Стаканчик Вьеля
- Стаканчик для взвешивания
- Стекло Дюренса (стекло водоуказательное гладкое)
- Стекло Клингера (стекло водоуказательное рифлёное)
- Стекло покровное
- Стекло предметное
- Ступка (стеклянная)

## Т
- Тигель фильтрующий
- Трубка мерная (стеклянная)
- Трубка стеклянная
- Трубка Шленка

## Ф
- Фиал
- Фильтр Шотта — фильтр из спечённой стеклянной крошки. Фильтром Шотта могут также называть фильтрующую воронку с фильтром Шотта или фильтрующий тигель с фильтром Шотта.
- Форштосс — U-образная (двурогий форштосс) или Ш-образная (трёхрогий форштосс) насадка на колбу.
- Форштосс Аншютца-Тиле (аллонж Аншютца-Тиле, насадка Аншютца-Тиле) — элемент приборов для перегонки, позволяющий сменить приёмники, не нарушая вакуума и не прерывая перегонки.

## Х
- Холодильник
  - Холодильник Веста
  - Холодильник воздушный
  - Холодильник Грэхема
  - Холодильник Димрота
  - Холодильник Девиса — холодильник с двойной рубашкой охлаждения.
  - Холодильник змеевиковый
  - Холодильник интенсивный
  - (Прямой или прямоточный) холодильник Либиха (или Вейгеля — Либиха)
  - Холодильник пальчиковый
  - Холодильник погружной
  - Холодильник Сокслета
  - Холодильник Фридерихса
  - Холодильник шариковый (холодильник Аллина, шариковый холодильник Аллина)Холодильник Аллина
  - Холодильник Ширма — Гопкинса
  - Холодильник Шиффа

Холодильник Аллина

  - Холодильник Штеделера — змеевиковый холодильник с охлаждающим сосудом, приспособленным для заполнения охлаждающим веществом. Может использоваться для конденсации веществ, кипящих при очень низких температурах.

## Ц
- Цилиндр-колонка Фрезениуса
- Цилиндр мерный (мензурка)
- Цилиндр Несслера — сосуд в форме длинного стеклянного цилиндра. Применяется для колориметрического анализа с помощью визуального сравнения цвета жидкости, налитой в цилиндр, с эталоном.
- Цилиндр Снеллена — мерный цилиндр с прозрачным плоским дном и тубусом у основания для выпуска жидкости. Предназначен для определения прозрачности жидкости. Жидкость наливают в цилиндр, затем выпускают через тубус до тех пор, пока сквозь неё не будет виден печатный шрифт.
- Цилиндр-отстойник

## Ч
- Часовое стекло
- Чаша выпарительная (чашка выпарная, чашка выпарительная)
- Чаша кристаллизационная (чашка кристаллизационная)
- Чашка Петри

## Ш
- Шар Гаяра
- Шары стеклянные
- Шлиф — разъёмное соединение, использующееся в стеклянной лабораторной посуде. Состоит из притёртых друг к другу конических керна и муфты.
- Шпатель (стеклянный)
- Шпатель Дригальского (стеклянный) — палочка с треугольной петлёй на конце. Используется в микробиологической практике для растяжки мазков и для равномерного распределения посевного материала.
- Шприц газовый

## Э
- Эбуллиометр Светославского — прибор для определения температуры кипения, контроля чистоты веществ и изучения азеотропии в многокомпонентных системах.
- Эвдиометр
- Эксикатор
- Эрленмейеровская колба (колба Эрленмейера, колба коническая)

Экстрактор Сокслета (изобретён Францем фон Сокслетом)